# Stenocoelium trichocarpum
Stenocoelium trichocarpum är en flockblommig växtart som beskrevs av Alexander Gustav von Schrenk. Stenocoelium trichocarpum ingår i släktet Stenocoelium och familjen flockblommiga växter. Inga underarter finns listade i Catalogue of Life.